# Баласта дамбис
Ба́ласта да́мбис (латыш. Balasta dambis — в переводе Балластная дамба) — улица в Курземском районе города Риги, в историческом районе Кипсала. Проходит по берегу Даугавы, откуда открывается широкая панорама Рижского порта и Старого города. Исторически являлась главной и наиболее презентабельной улицей своего района; в настоящее время служит туристической достопримечательностью. Название улицы никогда не изменялось.

## Описание
Баласта дамбис начинается в Агенскалнсе, от перекрёстка Ранькя дамбис и улицы Межа; пересекает Зундс и первоначально идёт вдоль Агенскалнского залива. Через 500 м улица меняет направление и далее пролегает уже вдоль русла Даугавы. Проезжая часть фактически заканчивается на пересечении с улицей Гипша, но, согласно кадастровому плану, Баласта дамбис условно продолжается по берегу Кипсалы почти до самой её северной оконечности.
Общая длина улицы составляет 1738 метров; фактически улица состоит из двух частей, разграниченных Вантовым мостом (улицей Кришьяня Валдемара). В южной части (около 600 м) асфальтирована и имеет до 4 полос движения, северная же часть сохраняет исторический вид с неширокой булыжной мостовой. Общественный транспорт по улице в настоящее время не курсирует.

## История
В 1763 году инженер-капитан Густав фон Вейсман предложил проект строительства системы дамб в Риге для предотвращения наводнений и размытия берегов реки. Спустя год этот проект был поддержан Екатериной II и получил щедрое финансирование. В рамках проекта Вейсмана велась отсыпка многих дамб, часть из которых сохранилась до наших дней.
Одна из этих дамб была призвана соединить вместе ряд островов вдоль левого берега Даугавы. Допущенные при строительстве просчёты стали причиной того, что дамбы нередко разрушались ледоходом и наводнениями, однако участок, соответствующей нынешней Баласта дамбис, в целом сохранился и способствовал постепенному слиянию островов, составляющих сегодня Кипсалу.
В качестве материала для строительства дамбы использовался балласт (преимущественно камни), привозимый порожними торговыми судами, прибывающими в Ригу за товаром, и выгружаемый с XVIII века на Кипенгольме (Кипсале) — это и дало название дамбе. В 1869—1870 годах дамба была капитально отремонтирована и заново замощена, а в 1885 году булыжником был укреплён и её береговой откос. В этом виде дамба сохранилась до наших дней; в 1986 году её береговое укрепление было признано памятником истории и культуры местного значения.
На плане 1876 года Баласта дамбис впервые показана не просто как гидротехническое сооружение, а как городская улица. На протяжении столетия, вплоть до 1970-х годов, она являлась главной улицей на Кипсале, по которой с 1930-х годов проходил и автобусный маршрут. Здесь сосредоточена большая часть примечательных зданий, входящих в градостроительный памятник государственного значения «Историческая застройка Кипсалы».
До начала XX века улица Баласта дамбис проходила лишь по восточному берегу Кипсалы. Её начальный отрезок — от яхт-клуба до нынешней Ранькя дамбис — был построен после 1904 года из грунта, поднятого со дна Агенскалнского залива в ходе работ по его углублению. В 1910 году здесь был сооружён и первый постоянный мост из металлических конструкций, соединивший Кипсалу с левым берегом Зунда.

## Застройка
Южный участок улицы (до развязки с улицей Кришьяня Валдемара) с 2000-х годов позиционируется как «рижский Манхэттен» — квартал высотных зданий, первое из которых — 22-этажный Дом печати (ныне дом № 2) — было построено ещё в 1978 году (по состоянию на 2022 год — в процессе реконструкции в деловой центр). В 2004 году было завершено строительство 27-этажного здания «Hansabank» (ныне «Swedbank», дом № 15). В 2006 году снесли послевоенный речной вокзал на берегу Агенскалнского залива, и на его месте началось строительство 24-этажного комплекса «Da Vinci» (дом № 3), однако из-за экономического кризиса 2008 года его сооружение остановилось и до настоящего времени не возобновлено. В 2008 году был утверждён проект возведения по соседству ещё одного 24-этажного небоскрёба — «Riverside Plaza» (другое название — «Symbiotic Tower»), которое так и не началось по причине того же кризиса. В ходе этого строительства планировалось сохранить и реставрировать старинное здание Рижского яхт-клуба (постройка 1898 года), расположенное на том же земельном участке. Здание яхт-клуба — единственная историческая постройка в этой части улицы, памятник архитектуры местного значения.
В противовес вышеописанному деловому кварталу, северный участок улицы представляет собой своего рода музей под открытым небом, облик которого в целом сформировался на рубеже XIX—XX веков. Наиболее примечательные здания:
- Дом 24 — жилая постройка середины XIX века, памятник архитектуры местного значения[22].
- Дом 38 — бывший особняк члена Рижской городской думы, главы гильдии рыбаков Мартиньша Селя (1907, архитектор Янис Алкснис)[23].
- Дом 44 — усадьба XIX века, памятник архитектуры местного значения[24].
- Дом 52 построен в 1838 году как усадьба рыботорговца. После реставрации, по состоянию на 2022 год, в здании находится резиденция посла Нидерландов[25]. Памятник архитектуры государственного значения[26].
- Дом 60а был сооружён в первой половине XIX века в центре города, по адресу ул. Базницас, 18[27]. В 2002 году разобран, а в 2005 установлен на нынешнем месте. Памятник архитектуры государственного значения[28].
- Дом 64а — постройка 1886 года, реставрирован в 2000 году[14]. Памятник архитектуры местного значения[29].
- Дом 70 — корпуса бывшей гипсовой фабрики, основанной в 1863 году. В послевоенные годы здесь действовала прачечная и фабрика химчистки Прибалтийского военного округа, мастерская по ремонту музыкальных инструментов; в 1980-е годы — также инспекция по маломерным судам[14]. Сохранившиеся здания, сооружённые в конце XIX века, в 2003 году реконструированы в современное элитное жильё[14]. В составе жилого комплекса — причал для яхт и ресторан с плавучей террасой[25].
- Дом 72 — бывшая лыжная фабрика, позднее экспериментальная фабрика спортивного инвентаря, работавшая вплоть до начала XXI века. Во второй половине 2000-х годов реконструирована в современное жильё как вторая очередь «Гипсовой фабрики»[14].

Дома улицы Баласта дамбис
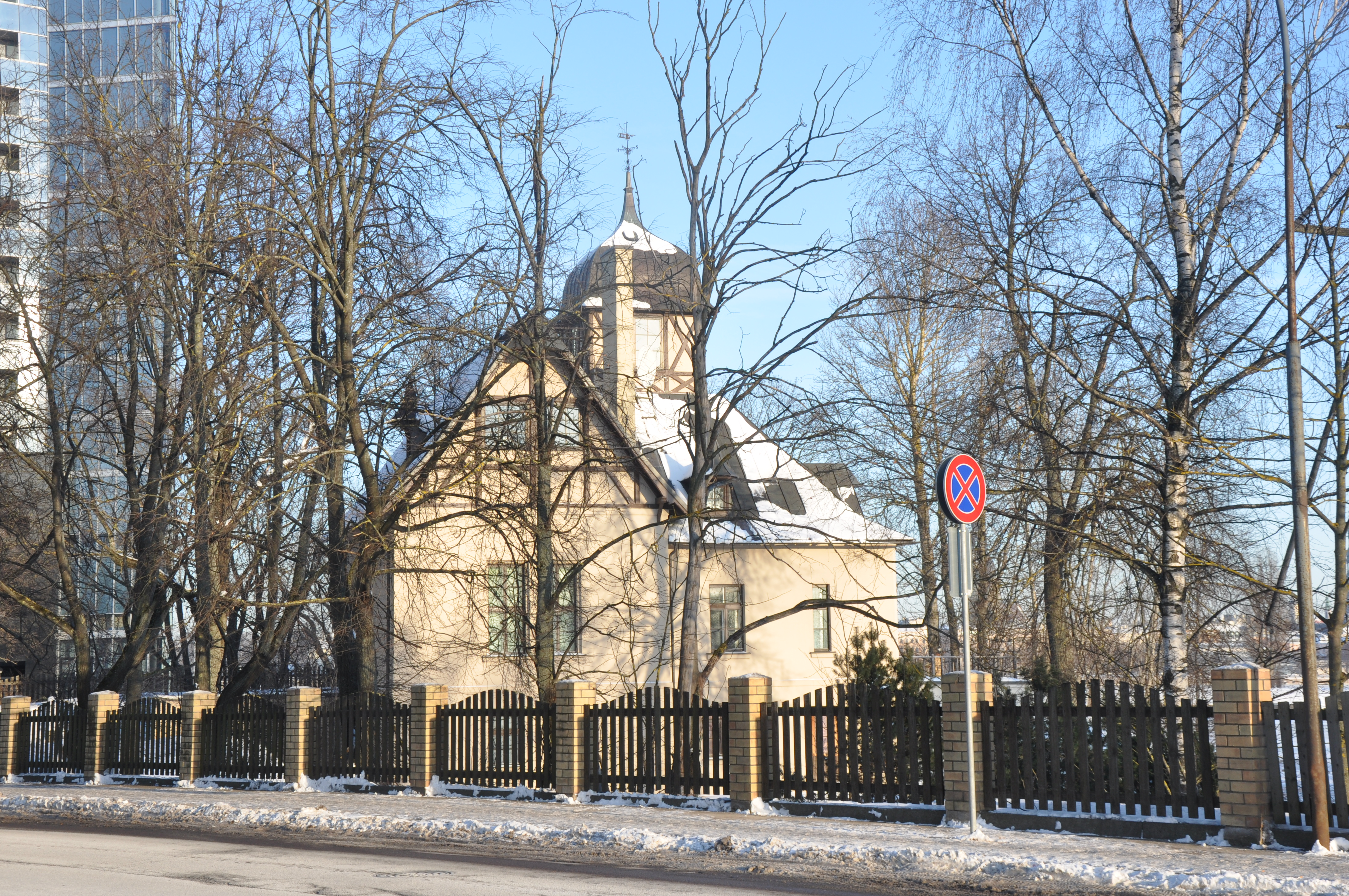
Здание бывшего яхт-клуба (дом № 7)
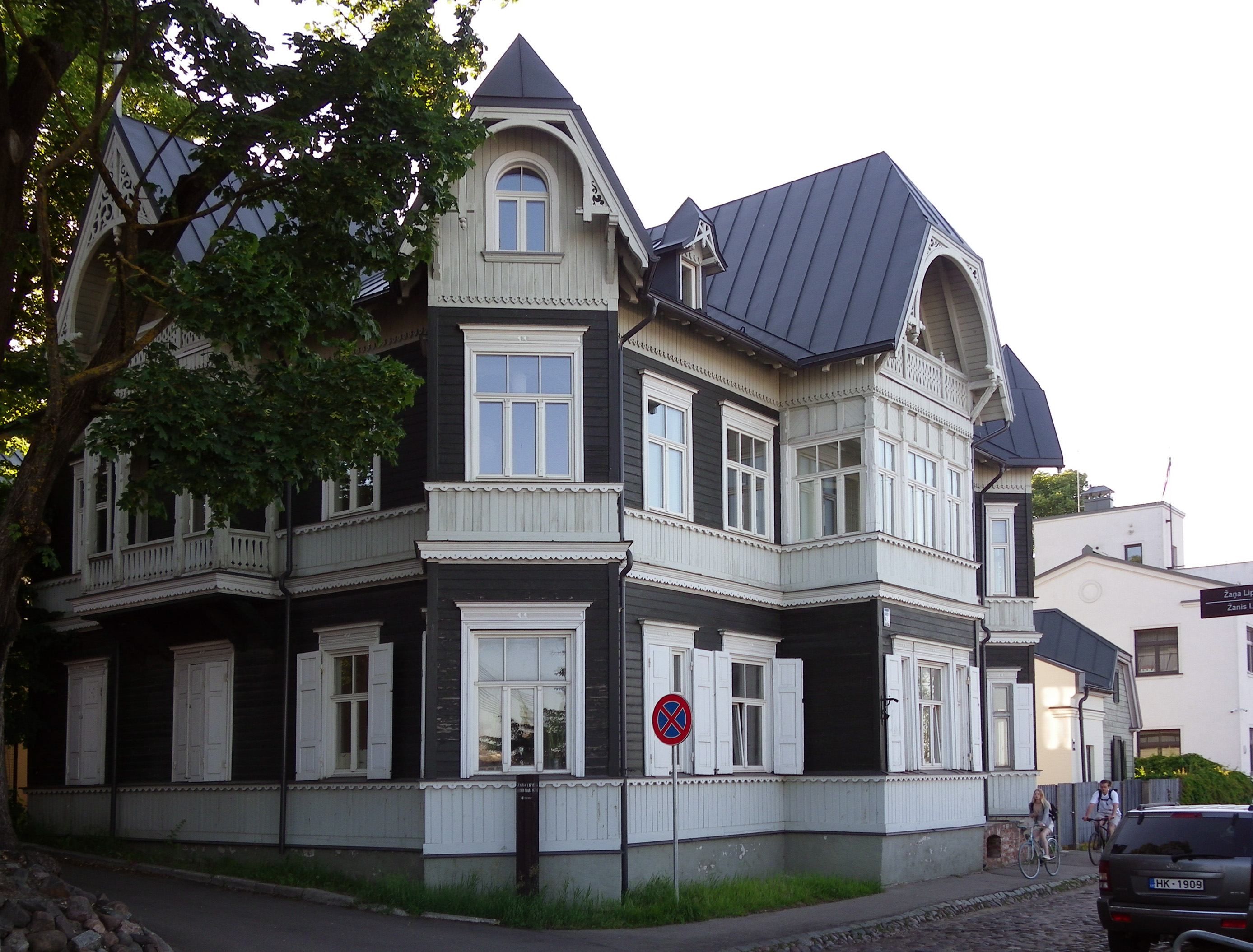
Дом № 38
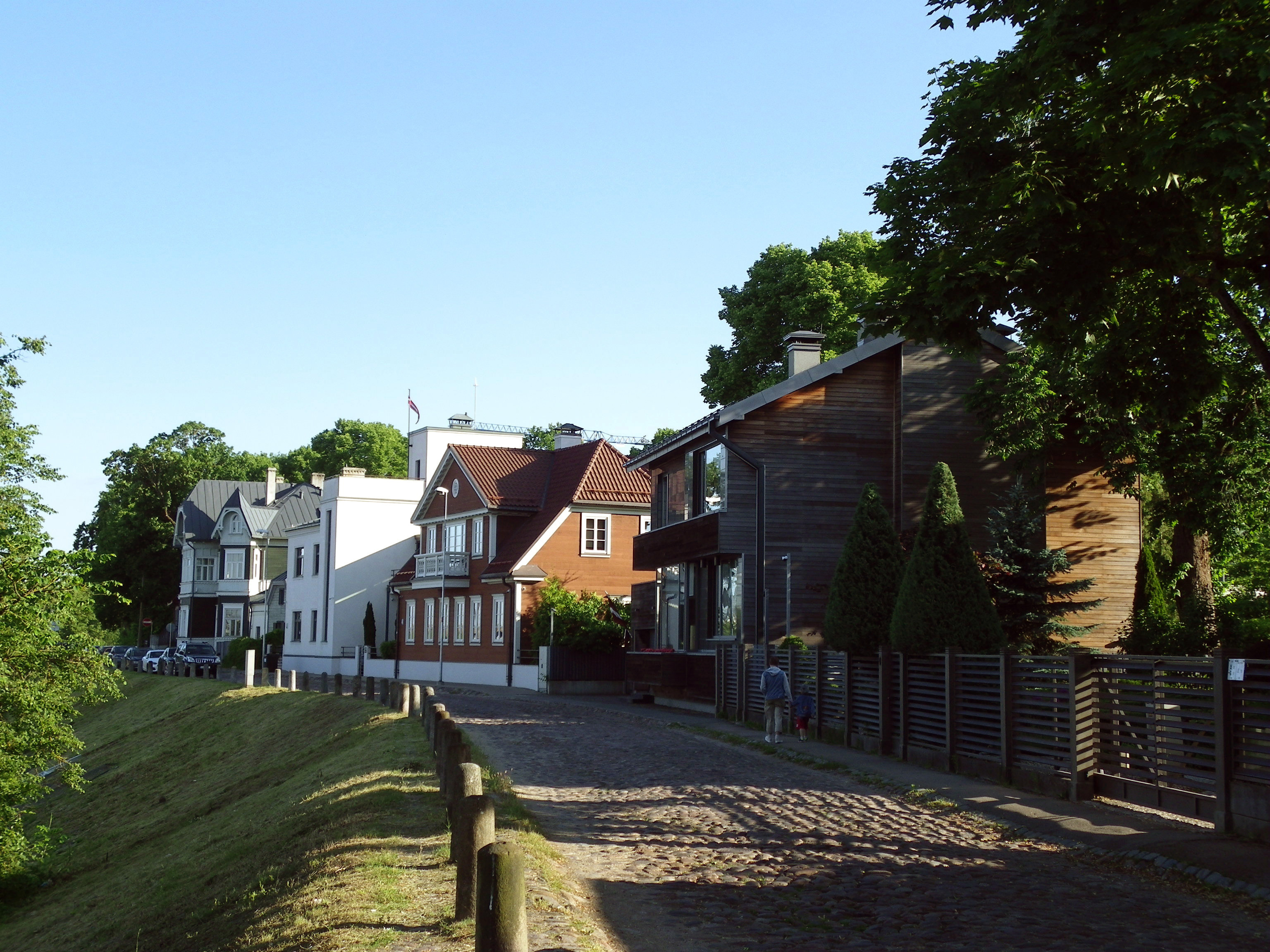
Вид вдоль улицы
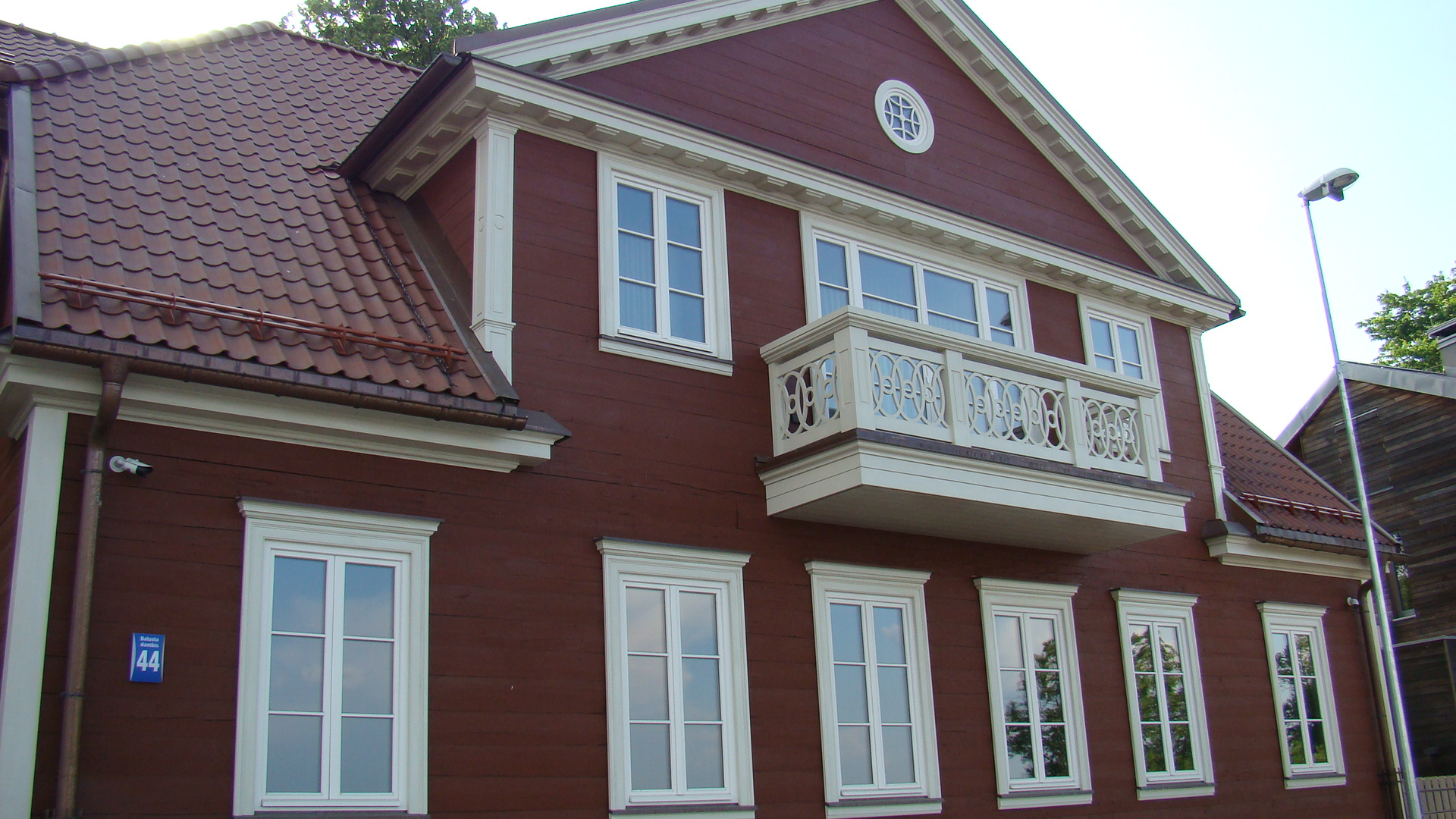
Дом № 44
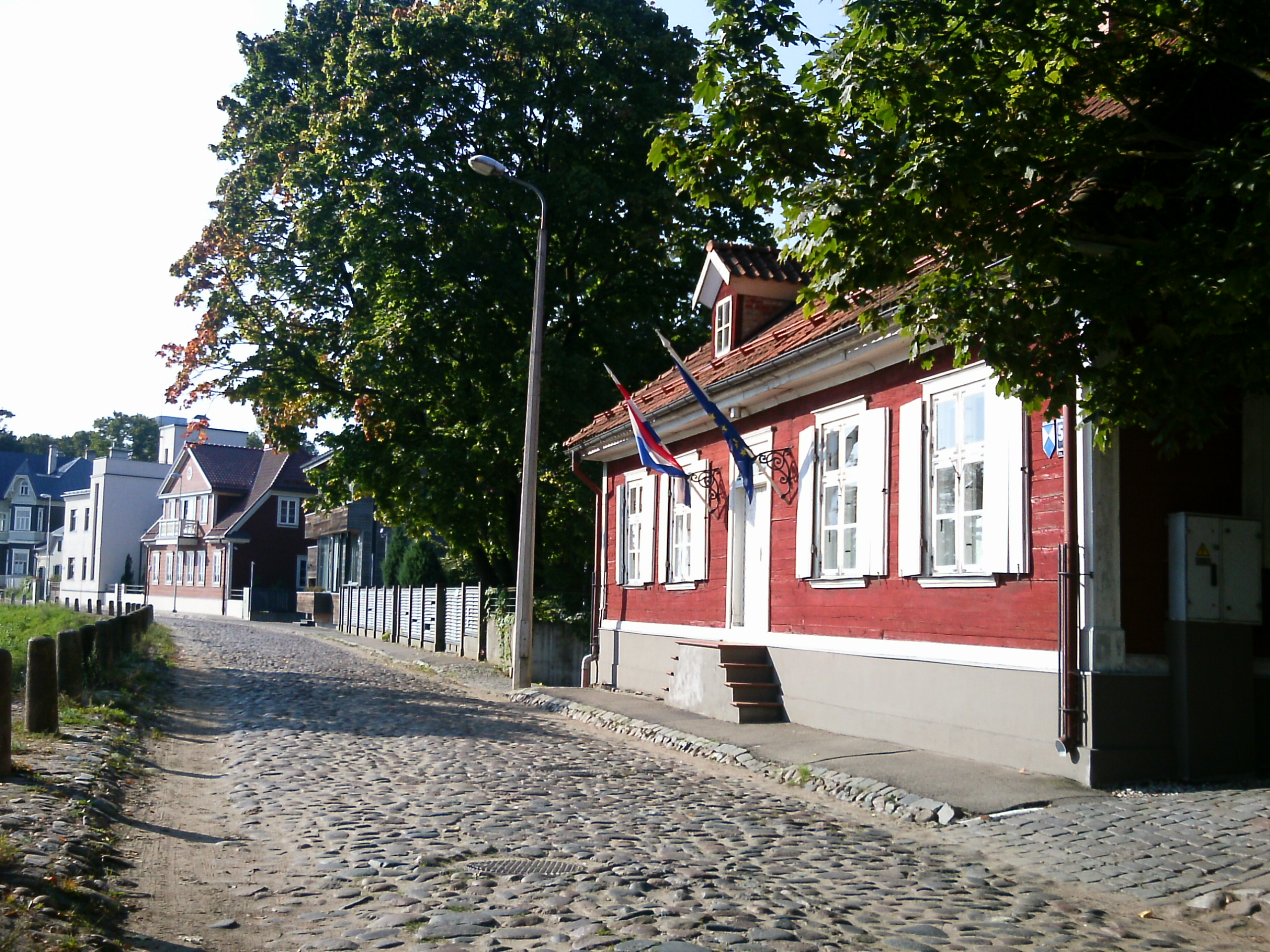
Вид от дома № 52
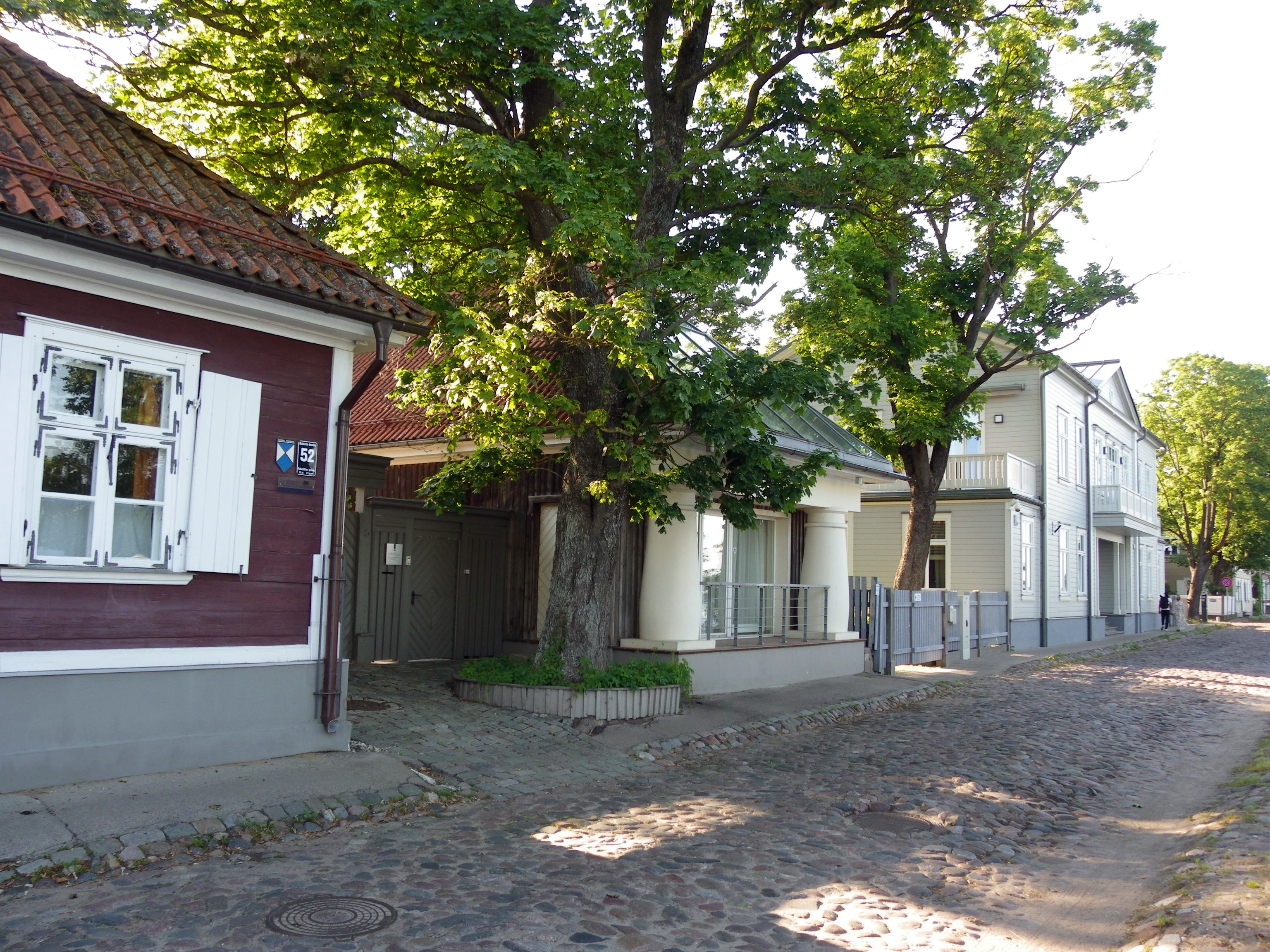
Другой ракурс от дома № 52
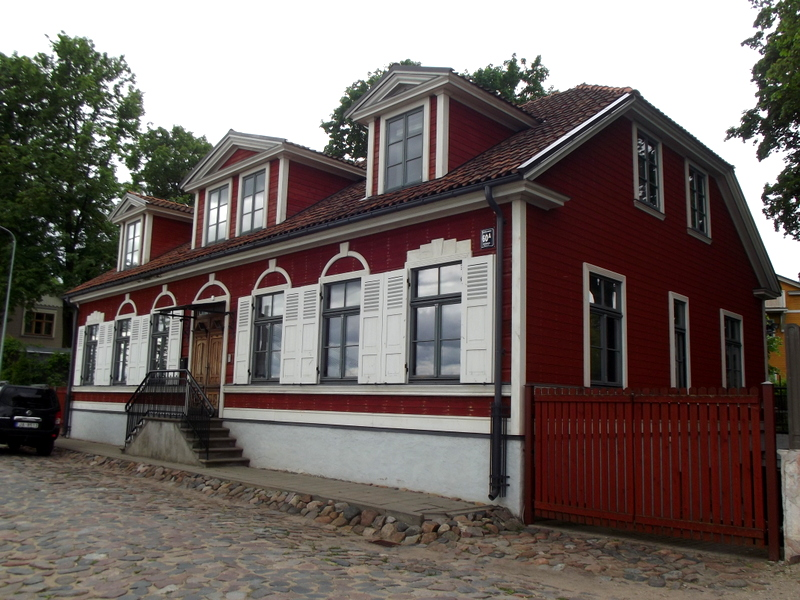
Дом № 60a
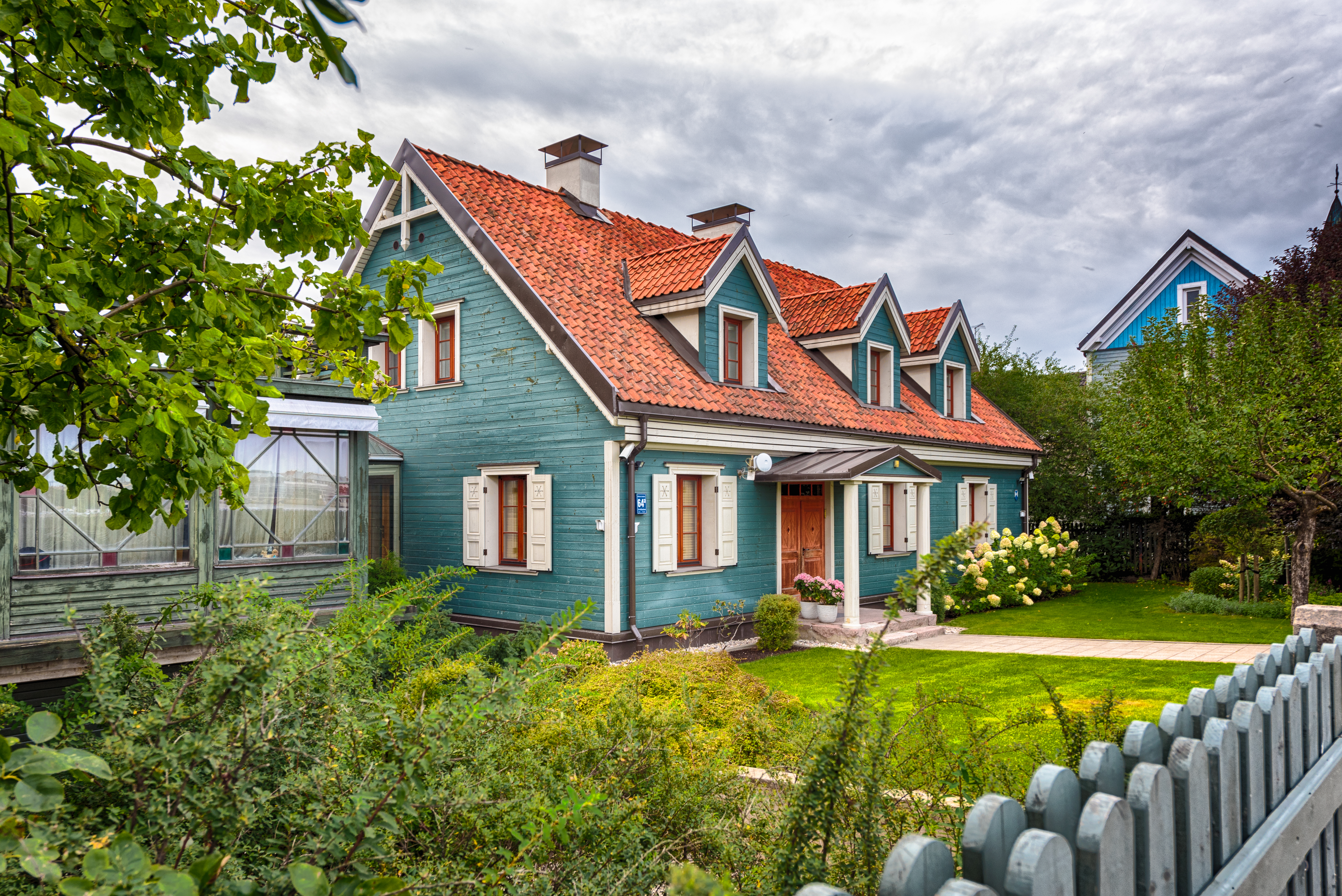
Дом № 64a
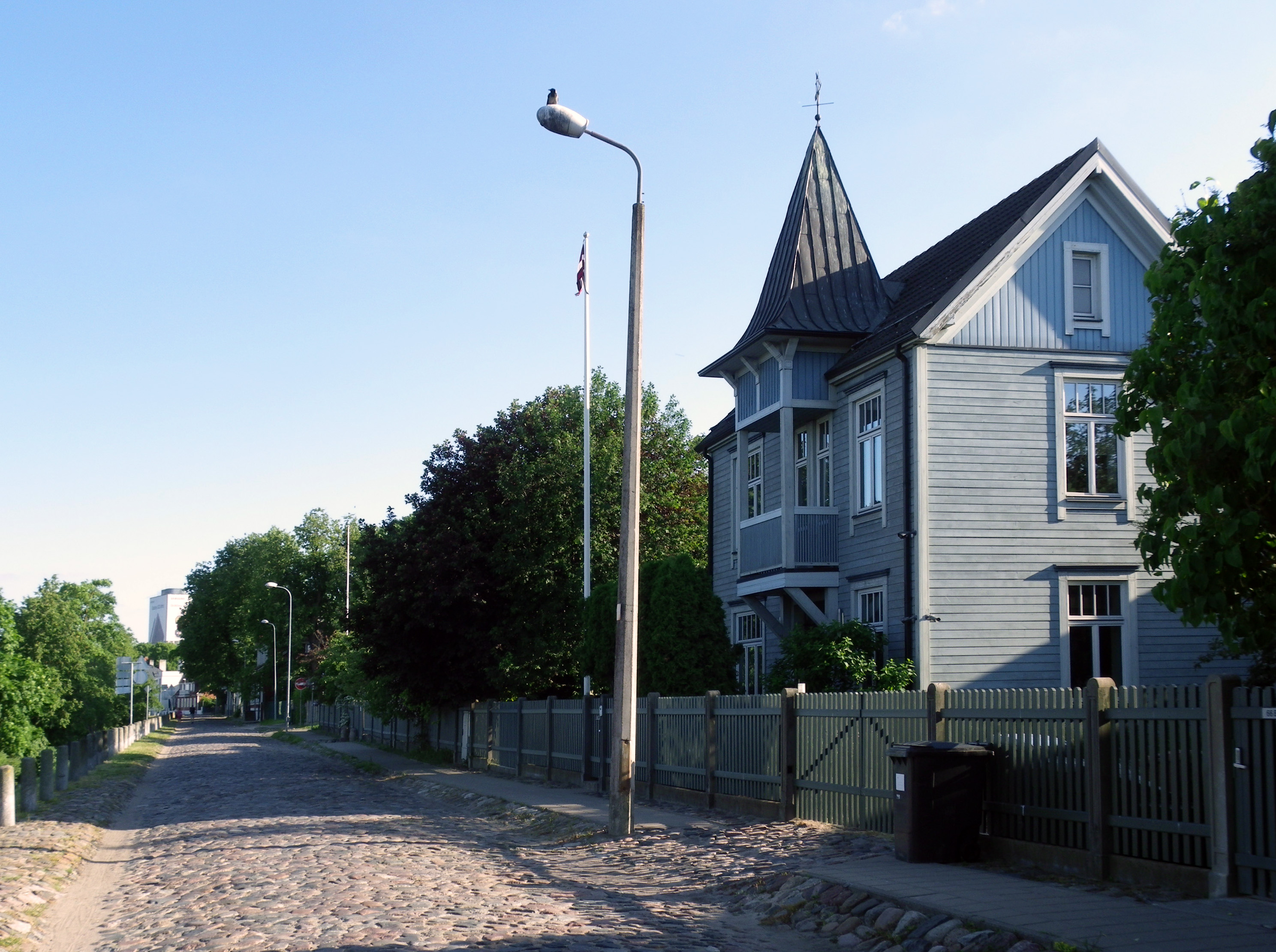
Дом № 66a
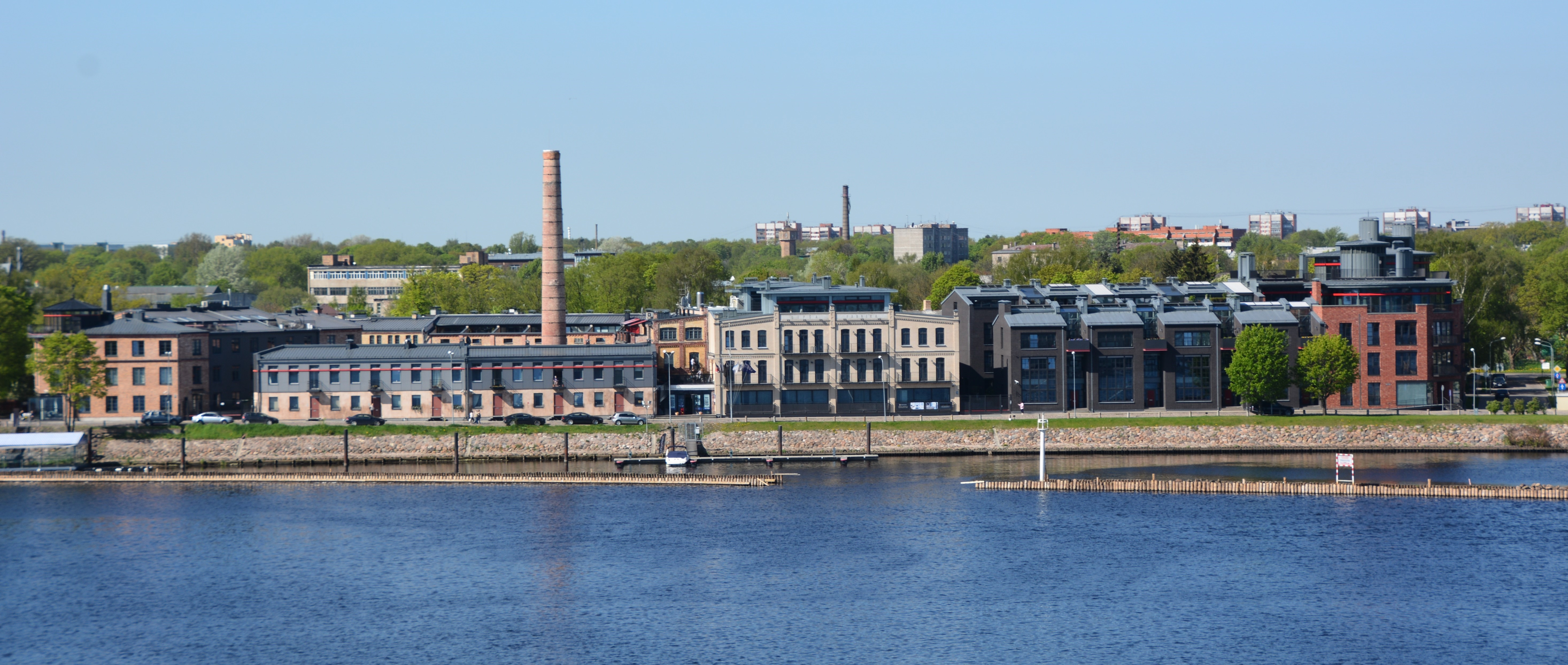
Общий вид бывшей гипсовой фабрики (д. 70-72) от реки
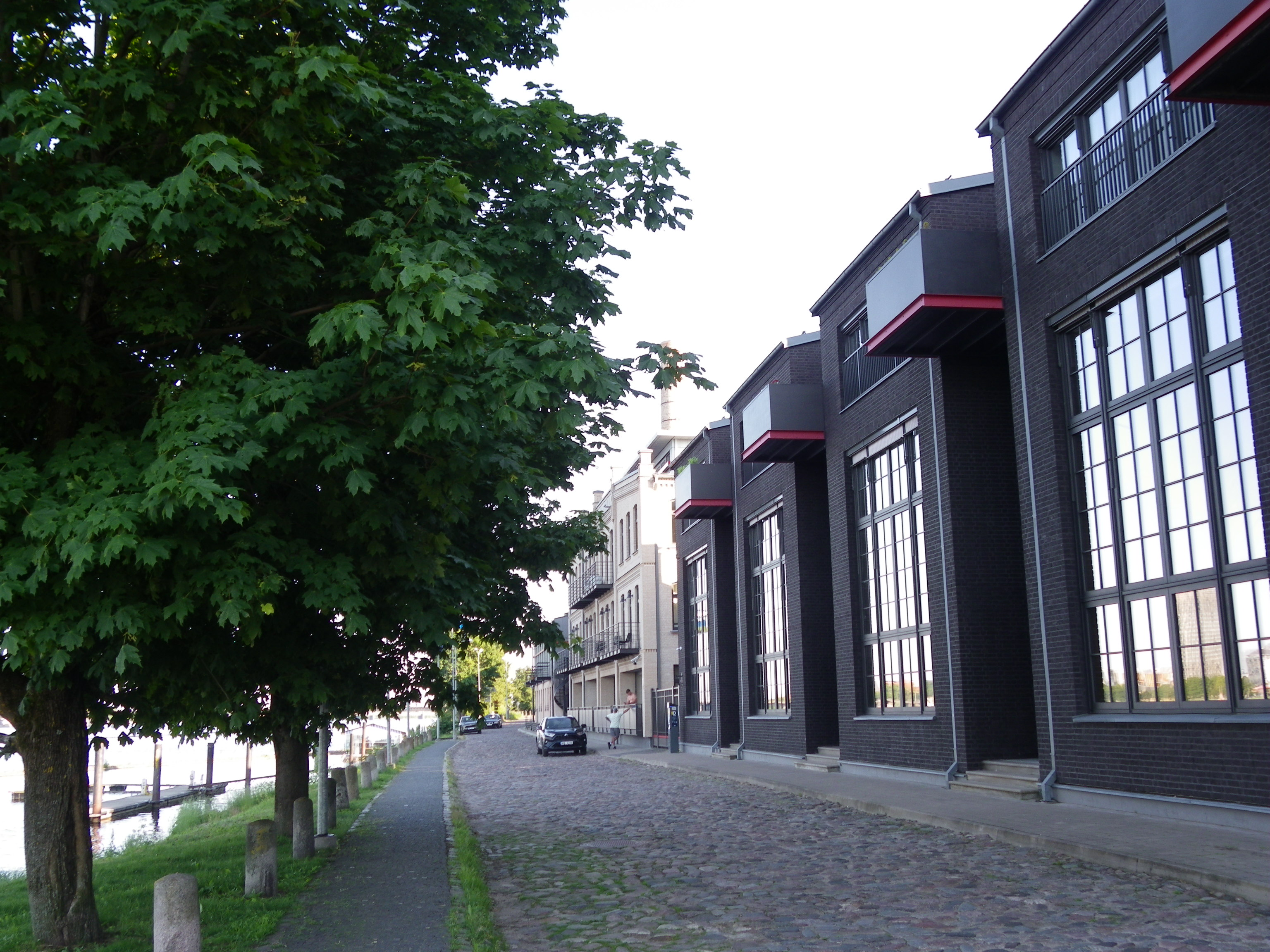
Жилые, ранее фабричные корпуса

## Прилегающие улицы
Баласта дамбис пересекается со следующими улицами:
- Ранькя дамбис
- улица Кришьяня Валдемара (развязка в двух уровнях)
- улица Азенес
- Мазайс Баласта дамбис
- улица Оглю
- улица Кайю
- улица Энкура
- улица Гипша